# 明石正風
明石 正風(あかし まさかぜ)は、戦国時代の武将。赤松氏の家臣。

## 略歴
播磨国の枝吉城を拠点としていた明石氏の当主。赤松晴政に仕えていた。享禄4年（1531年）、武庫河原の戦いで浦上村宗に勝利した。天文7年（1538年）、尼子晴久による播磨侵攻に於いては、御着城主・小寺則職と共に晴久に呼応し赤松政村と交戦するが敗れ、後に淡路国岩屋城へ逃亡し、その後、和睦した。

## 逸話
明石氏は代々、書や和歌を伝統的に興じる家風で、特に正風は戦国武将でありながら風流人であったとされ、時の関白、近衛稙家に和歌を伝授した記録が残る。

## 系譜
- 父：不詳
- 母：不詳
- 室：宇喜多能家娘
- 生母不明の子女
  - 男子：明石祐行
  - 女子：岩姫（1532-1560） - 小寺政職養女、黒田職隆正室
  - 女子：梶原景則室
  - 女子：栗山利安室
  - 男子：明石安正

娘・岩姫は小寺政職の養女として姫路城代の黒田職隆に嫁ぎ黒田孝高（官兵衛・如水）を産んだため、正風は孝高の母方の祖父にあたる。子・安正も黒田氏に仕えた。孫に貞行、曾孫に則実。